# Ordre de bataille unioniste de Cedar Mountain
Les unités et commandants de l'armée de l'Union ont combattu lors de la bataille de Cedar Mountain de la guerre de Sécession. L'ordre de bataille confédéré est indiqué séparément.

## Abréviations utilisées

### Grade militaire
- Major général
- Brigadier général
- Colonel
- Lieutenant colonel
- Commandant
- Capitaine
- Premier lieutenant

### Autre
- (b) = blessé
- mb = mortellement blessé
- † = tué
- (PDG) = capturé

## Armée de Virginie
Unités non affectées
Escorte de Pope
1st Ohio Cavalry (détachement)

### IIe corps
Major général Nathaniel Banks
Escorte
1st Michigan Cavalry (détachement)
5th New York Cavalry (détachement)
1st Virginia Cavalry (détachement)
| Division | Brigade                                                                    | Regiments et autres |
| --- | -------------------------------------------------------------------------- | --- |
| Première division Brigadier général Alpheus S. Williams                                                                              | Première brigade Brigadier général Samuel W. Crawford                      | - 5th Connecticut : Colonel George D. Chapman (b) et (PDG) - 10th Maine : Colonel George L. Beal - 28th New York : Colonel Dudley Donnelly (mb), Lieutenant colonel Edwin F. Brown (b) - 46th Pennsylvania : Colonel Joseph Knipe (b), Lieutenant colonel James L. Selfridge |
| Première division Brigadier général Alpheus S. Williams                                                                              | Troisième brigade Brigadier général George H. Gordon                       | - 27th Indiana : Colonel Silas Colgrove - 2nd Massachusetts : Colonel George L. Andrews - 3rd Wisconsin : Colonel Thomas H. Ruger - Zouaves d’Afrique: (compagnie de Collis) : Premier lieutenant S. A. Barthoulot(p6), |
| Deuxième division Brigadier général Christopher C. Augur (b) Brigadier général Henry Prince (PDG) Brigadier général George S. Greene | Première brigade Brigadier général John W. Geary Colonel Charles Candy     | - 5th Ohio : Lieutenant colonel John H. Patrick - 7th Ohio : Colonel William R. Creighton (b) - 29th Ohio : Capitaine Wilbur F. Stevens - 66th Ohio : Colonel Charles Candy |
| Deuxième division Brigadier général Christopher C. Augur (b) Brigadier général Henry Prince (PDG) Brigadier général George S. Greene | Deuxième brigade Brigadier général Henry Prince Colonel David P. DeWitt    | - 3rd Maryland : Colonel David P. DeWitt - 102nd New York : Commandant Joseph C. Lane - 109th Pennsylvania : Colonel Henry J. Stainrook - 111th Pennsylvania : Commandant Thomas M. Walker - 8th US and 12th US Battalion : Capitaine Thomas G. Pitcher (b) |
| Deuxième division Brigadier général Christopher C. Augur (b) Brigadier général Henry Prince (PDG) Brigadier général George S. Greene | Troisième brigade Brigadier général George S. Greene Colonel James A. Tait | - 1st District of Columbia : Colonel James A. Tait - 78th New York : Lieutenant colonel Jonathan Austin |
| | Corps d'artillerie Capitaine Clermont L. Best                              | - 4th Battery, Maine Light Artillery : Capitaine O'Neil W. Robinson - 6th Battery, Maine Light Artillery : Capitaine Freeman McGilvery - Battery K, 1st New York Light Artillery : Capitaine Lorenzo Crounse - Battery L, 1st New York Light Artillery : Capitaine John A. Reynolds - Battery M, 1st New York Light Artillery : Capitaine George W. Cothran - Battery L, 2nd New York Light Artillery : Capitaine Jacob Roemer - 10th Battery, New York Light Artillery : Capitaine John T. Bruen - Battery E, Pennsylvania Light Artillery : Capitaine Joseph M. Knap - Battery F, 4th U.S. Artillery : Premier lieutenant Edward D, Muhlenberg |

### IIIe corps
Major général Irvin McDowell
| Division                                              | Brigade                                                 | Régiments et autres |
| ----------------------------------------------------- | ------------------------------------------------------- | --- |
| Deuxième division Brigadier général James B. Ricketts | Première brigade Brigadier général Abram Duryée         | - 97th New York : Lieutenant colonel John P. Spofford - 104th New York : Commandant Lewis C. Skinner - 105th New York : Colonel James M. Fuller - 107th Pennsylvania : Lieutenant colonel Robert W. McAllen    |
| Deuxième division Brigadier général James B. Ricketts | Deuxième brigade Brigadier général Zealous B. Tower     | - 26th New York : Colonel William H. Chritian - 94th New York : Colonel Adrian R. Root - 88th Pennsylvania : Colonel George P. McLean - 90th Pennsylvania : Colonel Peter Lyle                                 |
| Deuxième division Brigadier général James B. Ricketts | Troisième brigade Brigadier général George L. Hartsuff  | - 12th Massachusetts : Colonel Fletcher Webster - 13th Massachusetts : Colonel Samuel H. Leonard - 83rd New York : Colonel John W. Stiles - 11th Pennsylvania : Colonel Richard Coulter                        |
| Deuxième division Brigadier général James B. Ricketts | Quatrième brigade Colonel Samuel S. Carroll             | - 7th Indiana : Lieutenant colonel John F. Cheek - 84th Pennsylvania : Colonel Samuel M. Bowman - 110th Pennsylvania : Colonel William D. Lewis Jr. - 1st West Virginia : Colonel Joseph Thoburn               |
|                                                       | Brigade de cavalerie Brigadier général George D. Bayard | - 1st Maine Cavalry : Colonel Samuel H. Allen - 1st New Jersey Cavalry : Lieutenant colonel Joseph Karge - 1st Pennsylvania Cavalry : Colonel Owen Jones - 1st Rhode Island Cavalry : Colonel Alfred N. Duffie |